# يوكيكو أوكاموتو (عداءة مراثونية)
يوكيكو أوكاموتو هي عداءة مراثونية يابانية، ولدت في 29 نوفمبر 1974.

## وصلات خارجية
- يوكيكو أوكاموتو على موقع الاتحاد الدولي لألعاب القوى (الإنجليزية)